# Promilhanes
Promilhanes is een gemeente in het Franse departement Lot (regio Occitanie) en telt 166 inwoners (2005). De plaats maakt deel uit van het arrondissement Cahors.

## Geografie
De oppervlakte van Promilhanes bedraagt 14,2 km², de bevolkingsdichtheid is 11,7 inwoners per km².
De onderstaande kaart toont de ligging van Promilhanes met de belangrijkste infrastructuur en aangrenzende gemeenten.

## Demografie
Onderstaande figuur toont het verloop van het inwonertal (bron: INSEE-tellingen).